# 와인 컨트리
《와인 컨트리》(영어: Wine Country)는 2019년에 공개된 미국의 코미디 영화이다. 에이미 폴러는 이를 통해 장편 영화 감독으로 데뷔하였으며 제작도 맡았다. 에이미 폴러, 레이철 드래치, 아나 개스타이어, 마이아 루돌프, 폴라 펠, 에밀리 스파이비가 친구 생일을 기념하기 위해 내파 밸리로 주말 여행을 떠나는 여섯 친구들을 연기하였다. 2019년 5월 8일 제한 상영한 이후, 5월 10일 넷플릭스에서 방영하였다.

## 줄거리
애비는 50세 생일을 조용히 보내고 싶어하는 리베카 본인 의사를 무시하고 젊은 시절 피자 가게 종업원 일을 하며 친해진 친구들 넷을 더 모아 생일 축하 기념으로 내파 밸리 주말 여행을 떠난다.
사실 이들 친구 여섯 명은 전부 각자 남몰래 감추고 있는 문제가 있다. 애비는 최근 실직했고, 리베카는 남편이 자신을 등한시하는 현실을 부정하며, 바쁜 사업가 캐서린은 친구들이 자신을 따돌린다고 의심하고, 사랑이 고픈 레즈비언 밸은 식당에서 마주친 종업원 제이드에게 구애하려고 애쓰고, 작가 제니는 우울증을 앓고 있으며, 나오미는 BRCA1와 BRCA2 검사 결과를 기다리는 중이다.

## 출연
- 에이미 폴러 - 애비 역
- 레이철 드래치 - 리베카 역
- 아나 개스타이어 - 캐서린 역
- 마이아 루돌프 - 나오미 역
- 폴라 펠 - 밸 역
- 에밀리 스파이비 - 제니 역
- 티나 페이 - 태미 역
- 마이아 어스킨 - 제이드 역
- 제이슨 슈워츠먼 - 데번, 숙박집 가정부 역
- 체리 존스 - 레이디 선샤인, 타로 점술가 역
- 수니타 마니 - 돌리 역
- 브러네이 브라운 - 본인 역